# 루스 워릭
루스 엘리자베스 워릭(영어: Ruth Elizabeth Warrick, 1916년 6월 29일 ~ 2005년 1월 15일)은 미국의 가수이자, 배우, 사회 운동가이다. 영화 《시민 케인》에 케인의 첫 번째 부인 역으로 출연하였고, 1970년작 TV 시리즈 《올마이 칠드런》에서 주연을 맡기도 하였다. 캔자스시티 대학을 졸업하였다. 1915년 6월 29일 미국 미주리주에서 태어나, 2005년 1월 15일 뉴욕 주에서 사망하였다.